# Halfpipe Feeling
Halfpipe Feeling (Originaltitel: Cloud 9) ist ein US-amerikanischer Fernsehfilm von Paul Hoen aus dem Jahr 2014 mit Dove Cameron und Luke Benward in den Hauptrollen. Der Disney Channel Original Movie feierte am 17. Januar 2014 auf dem US-amerikanischen Disney Channel Premiere. Die deutschsprachige Erstausstrahlung erfolgte am 5. April 2014 auf Disney Cinemagic.

## Handlung
Der Film dreht sich um die bevorzugte Snowboarderin Kayla Morgan, die zusammen mit ihrem Freund Nick Swift für den „Fire and Ice“-Wettkampf trainiert. Kurz vor dem Wettkampf erkennt Nicks Vater, der Kyla schon lange hasst und außerdem der Trainer des Swift-Teams ist, dass Kayla das Team nicht zum Erfolg führen kann, und beschließt, sie loszuwerden. Durch ein geplantes Missgeschick wird Kayla beschuldigt, eine Will Cloud's Werbetafel kaputt gemacht zu haben, was aber eigentlich das Verdienst des Swift-Teams ist. Will Cloud hatte seine Snowboard-Karriere schon vor einem Jahr beendet, als er sich beim 'Fire and Ice'-Wettkampf schwer verletzte. Nun arbeitet Will im Hundesalon seiner Mutter Andrea.
Natürlich bezahlt Kaylas Vater die kaputte Werbetafel, aber zur Wiedergutmachung muss sie jeden Tag nach der Schule im Hundesalon aushelfen. Die beiden können sich zunächst nicht ausstehen, lernen sich jedoch immer besser kennen. Durch Will muss Kayla erkennen, dass sie nur im Team von Nick war, weil ihrem Vater das Ferien- und Skiresort gehört und der das Team immer finanziell unterstützt hat. Kayla packt nun der Ehrgeiz, und sie beginnt mit Wills Hilfe hart zu trainieren. Die beiden verlieben sich ineinander und müssen nicht nur mit ihren Ängsten, sondern auch gegen die Konkurrenz durch Nick und seinem Team kämpfen.

## Hintergrundinformationen
Im März 2013 kündigte der Disney Channel den Film an. Als Produzenten konnte man Ashley Tisdale und deren Produktionsstudio Blondie Girl Production sowie den Snowboarder Shaun White verpflichten. Gedreht wurde in Utah sowie in den Skigebieten um Utah herum.
Für den Film nahmen die beiden Hauptdarsteller Dove Cameron und Luke Benward den Song Cloud 9 gemeinsam auf. Weitere Songs lieferte Nikki Flores feat. Don Benjamin mit Across the Sky, Krankheadz mit I Want It All sowie Superchick mit One Girl Revolution.
Die Premiere auf dem US-amerikanischen Disney Channel verfolgten am 17. Januar 2014 4,96 Millionen Zuschauer.

## Synchronisation
| Rolle           | Darsteller       | Deutsche Sprecher    |
| --------------- | ---------------- | -------------------- |
| Kayla Morgan    | Dove Cameron     | Maresa Sedlmeir      |
| Will Cloud      | Luke Benward     | Max Felder           |
| Skye Sailor     | Kiersey Clemons  | Gabrielle Pietermann |
| Nick Swift      | Mike C. Manning  | Tim Schwarzmaier     |
| Burke           | Dillon Lane      | Karim El-Kammouchi   |
| Sebastian Swift | Jeffrey Nordling | Matthias Klie        |